# Пештере (Біхор)
Пештере (рум. Peștere) — село у повіті Біхор в Румунії. Входить до складу комуни Аштілеу.
Село розташоване на відстані 407 км на північний захід від Бухареста, 35 км на схід від Ораді, 96 км на захід від Клуж-Напоки.

## Населення
За даними перепису населення 2002 року у селі проживали 805 осіб, з них 799 осіб (99,3%) румунів. Рідною мовою 801 особа (99,5%) назвала румунську.